# Pterostichus aethiops
Pterostichus aethiops är en skalbaggsart som först beskrevs av Georg Wolfgang Franz Panzer 1796.  Pterostichus aethiops ingår i släktet Pterostichus, och familjen jordlöpare. Arten har ej påträffats i Sverige.

## Bildgalleri

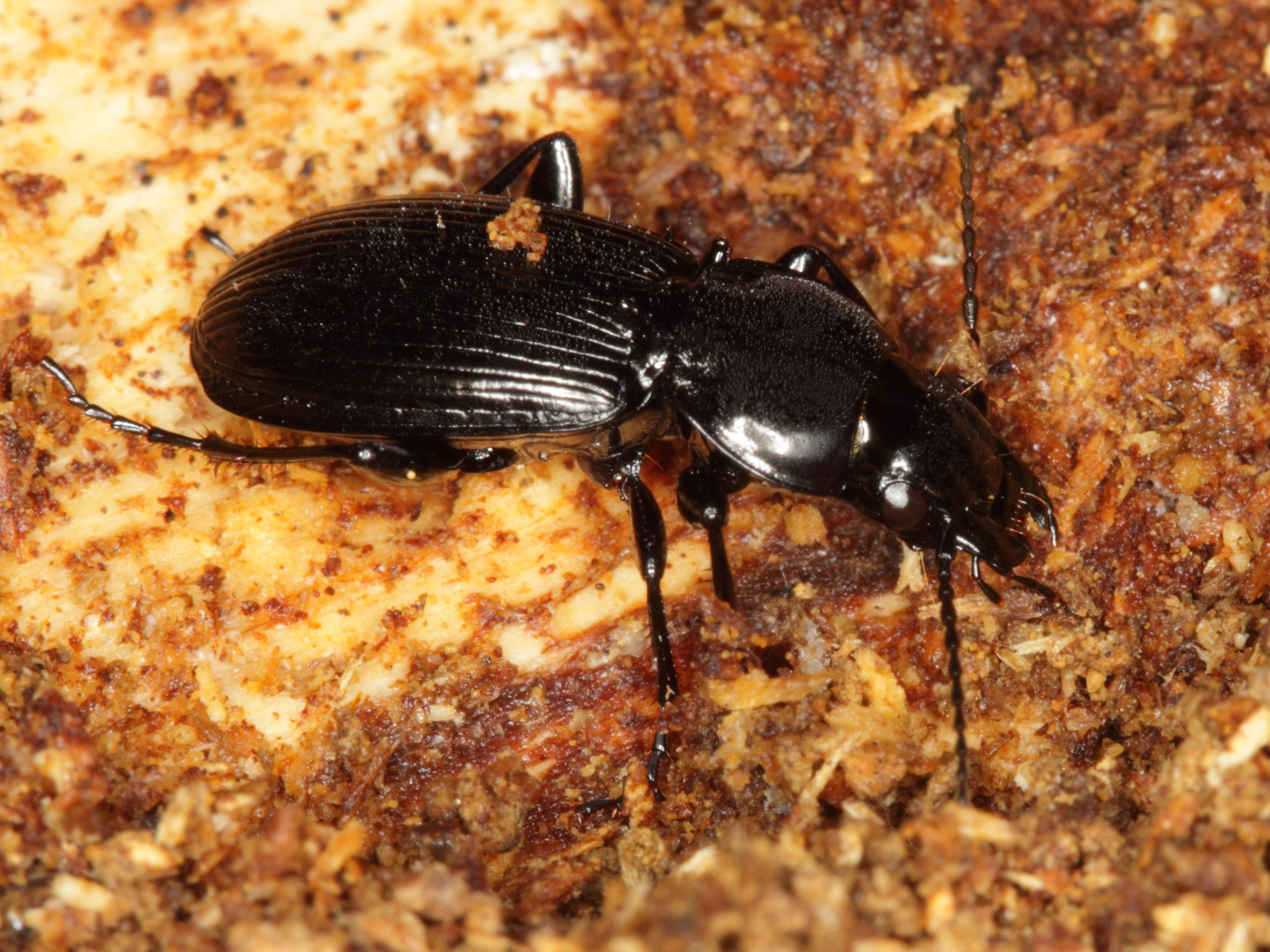